# 바이킹 덤: 제국의 부활
《바이킹 덤: 제국의 부활》(영어: Vikingdom)은 2013년 공개된 말레이시아의 영화이다.

## 출연

### 주연
- 도미닉 퍼셀
- 나타샤 말드
- 코넌 스티븐스
- 존 푸
- 크레이그 페어브라스
- 제시 모스

### 조연
- 테건 모스
- 바이런 깁슨
- 다미안 메이비스
- 제프리 지울리아노